# 長崎電気軌道有明形電車
長崎電気軌道有明形電車（ながさきでんききどうありあけがたでんしゃ）は、かつて長崎電気軌道に在籍していた路面電車車両。

## 概要
1949年（昭和24年）から老朽化した四輪単車の車体を新製車体に載せ替える車体更新が進められたが、1953年（昭和28年）に打ち切られ、これに代わって同年に西日本鉄道（西鉄）福岡市内線でボギー車の導入により廃車となった四輪単車の車体や動力機器を購入し、老朽車の車体を載せ替える形で車両更新が実施された。
対象となった車両は1形1・62形62・120形121・130形134の4両であった。譲渡前の1948年（昭和23年）から翌年にかけて更新されており、側面窓は2段上昇式に改め、オープンデッキであった出入口に折り戸が新設されていたが、譲渡時に段落ち屋根の前後端を丸くし、方向幕を前面右側に移設した。
形式名は有明車輌（西鉄久留米工場）に由来する。なお、番号に変更はない。
いずれも集電装置はビューゲルであった。
1は車体のゆがみが著しかったことから1954年（昭和29年）に121の車体に載せ替えられた。同時に121は廃車となっている。1958年（昭和33年）に1・62が廃車となった。最後に残った134は1959年（昭和34年）に廃車となり、ポール集電に変えて翌年の1960年にアメリカ・メイン州ケネバンクポート（ケニーバンクポートとも、en:Kennebunkport, Maine）の電車博物館（en:Seashore Trolley Museum）に寄贈され、動態保存されている。また同車は同博物館内における唯一の日本製電車となっている。